# UTC+13:00

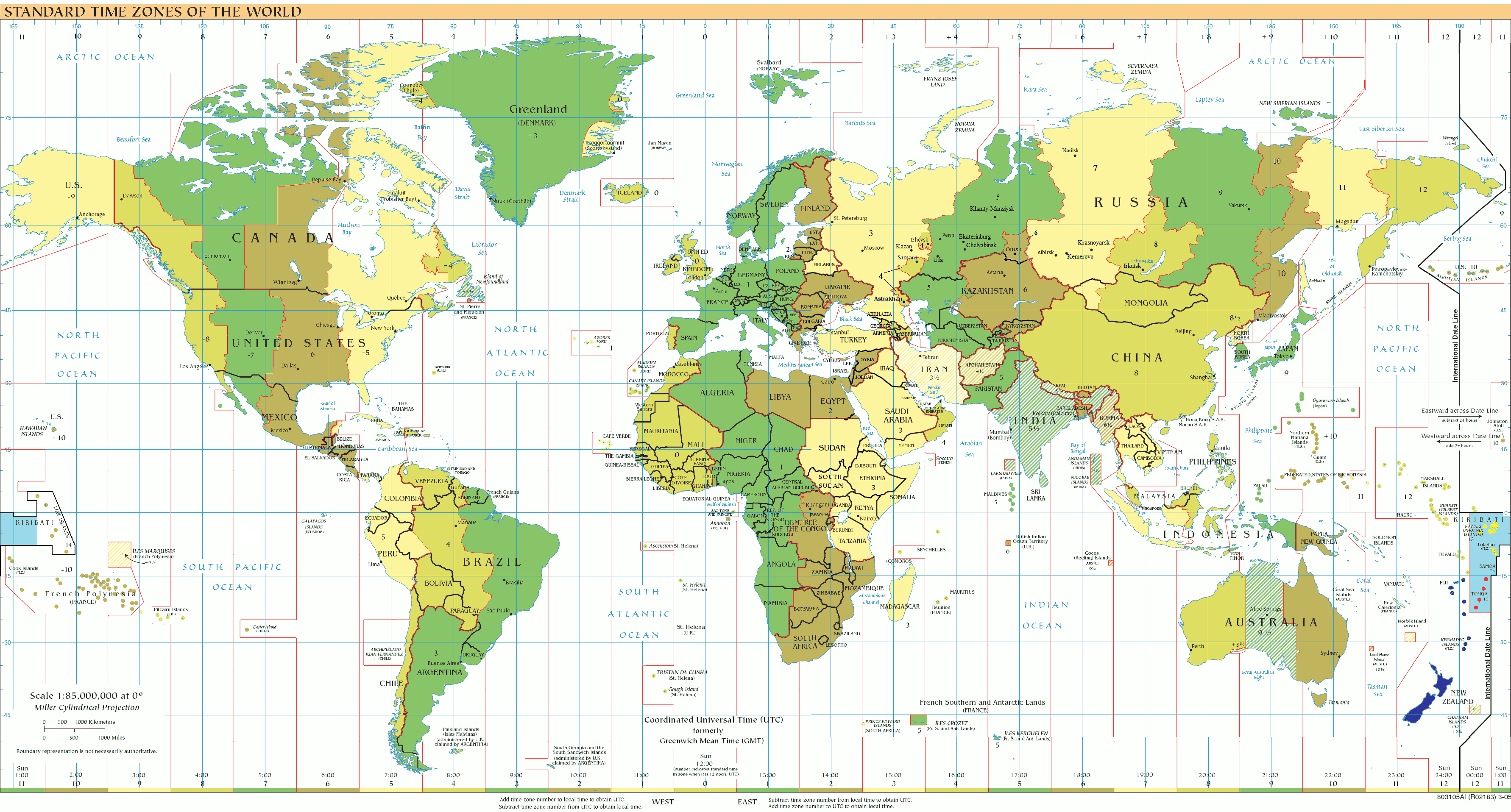
Az UTC+13 területei:

Az UTC+13:00 egy időeltolódás, amely 13 órával van előrébb az egyezményes koordinált világidőtől (UTC).

## Alap időzónaként használó területek (a déli félteke telein)

### Óceánia
- Szamoa
- Tonga

## Alap időzónaként használó területek (egész évben)

### Óceánia
- Kiribati
  - Phoenix-szigetek (csak a Kanton-sziget lakott)

- Új-Zéland
  - Tokelau-szigetek

## Nyári időszámításként használó területek (a déli félteke nyarain)

### Óceánia
- Fidzsi-szigetek
- Új-Zéland

### Antarktika
- Egyes területek, például a Déli-sark és a McMurdo kutatóállomás. Ezek a területek az elsők, amelyek először látják a napot az új évben, mióta a nap éjfélkor is fenn van az év ezen részében.

## Történelmi változások
Kiribati egy változást vezetett be az ország keleti felén 1995. január 1-én. Az UTC–11 és UTC–10 időeltolódásokat UTC+13-má és UTC+14-gyé változtatta a területén, így elkerülve, hogy a nemzetközi dátumválasztó vonal átszelje az országot.
Tonga több éve az UTC+13-ba tartozik. 1999-től 2002-ig használtak nyári időszámítást.
Az UTC+13-at nyári időszámításként is használták az északi félteke nyarain, Kelet-Oroszországban, ahol Kamcsatkai időt használtak. 2010 óta Oroszországban nem használnak nyári időszámítást.
2011. december 29. végén Szamoa korszerűsítette időeltolódását UTC–11-ről UTC+13-ra, és nyári időszámítását UTC–10-ről UTC+14-re, így tolva a nemzetközi dátumválasztó vonalat az ország másik felére. Szamoa lépését követve a Tokelau-szigetek (amelyek nem használnak nyári időszámítást), szintén megváltoztatták időeltolódásukat UTC–11-ről UTC+13-ra.

## Időzónák ebben az időeltolódásban
| Időzóna neve angolul      | Időzóna neve magyarul                       | Időzóna rövidítése |
| ------------------------- | ------------------------------------------- | ------------------ |
| Phoenix Island Time       | Phoenix-szigeteki idő                       | PHOT               |
| New Zealand Daylight Time | Új-zélandi nyári idő                        | NZDT               |
| Fiji Summer Time          | Fidzsi nyári idő Fidzsi-szigeteki nyári idő | FJST               |
| Tokelau Time              | Tokelaui idő Tokelau-szigeteki idő          | TKT                |
| Tonga Time                | Tongai idő                                  | TOT                |

## Fordítás
Ez a szócikk részben vagy egészben  az   UTC+13:00 című angol Wikipédia-szócikk ezen változatának fordításán alapul.  Az eredeti cikk szerkesztőit annak laptörténete sorolja fel. Ez a jelzés csupán a megfogalmazás eredetét és a szerzői jogokat jelzi, nem szolgál a cikkben szereplő információk forrásmegjelöléseként.